# Hiawatha (Kansas)
Hiawatha es una ciudad ubicada en el condado de Brown en el estado estadounidense de Kansas. En el año 2010 tenía una población de 3172 habitantes y una densidad poblacional de 546,9 personas por km².

## Geografía
Hiawatha se encuentra ubicada en las coordenadas 39°51′9″N 95°32′11″O / 39.85250, -95.53639 (39.852530, -95.536429).

## Demografía
Según la Oficina del Censo en 2000 los ingresos medios por hogar en la localidad eran de $35,854 y los ingresos medios por familia eran $46,310. Los hombres tenían unos ingresos medios de $31,843 frente a los $20,385 para las mujeres. La renta per cápita para la localidad era de $16,981. Alrededor del 9.0% de la población estaban por debajo del umbral de pobreza.